# Замок Свордс

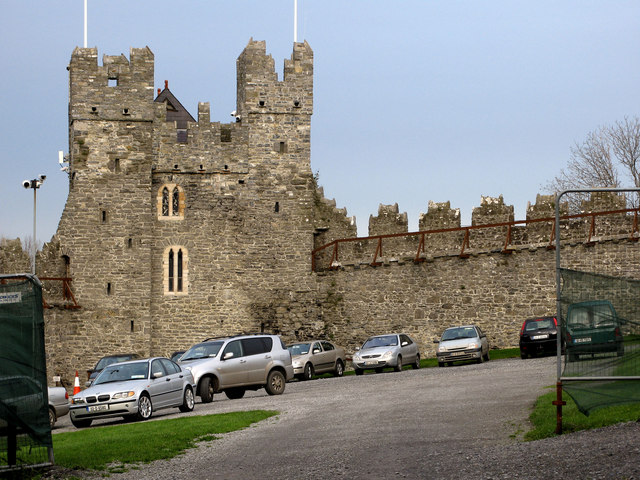
Замок Свордс, башта каштеляна.

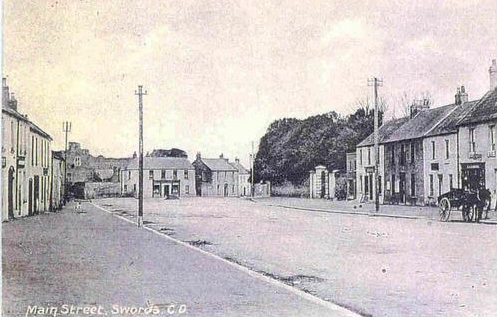
Замок Свордс у 1940 році — вигляд з Майн-стріт.

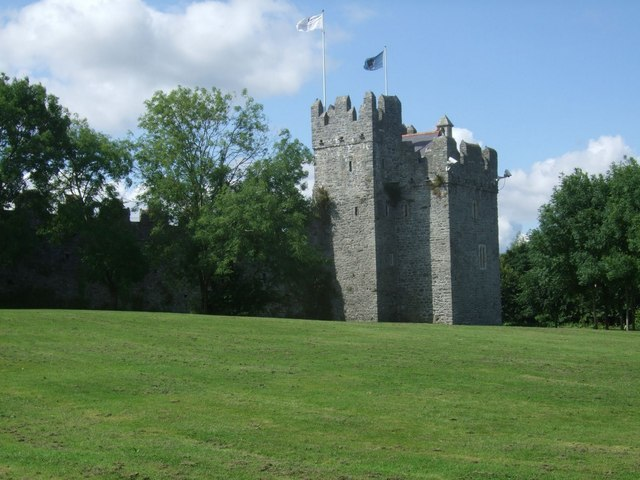
Замок Свордс — вид на замок з парку.

Замок Свордс (англ. Swords Castle) — замок Мечів — один із замків Ірландії, розташований в графстві Фінгал. Замок був першою резиденцією англо-норманського архієпископа Дубліна Джона Коміна десь близько 1200 року. Замок ніколи не був сильною фортецею і не відігравав великою стратегічної ролі. Замок по периметру 305 м — це набагато більше, ніж розміри типового ірландського замку. Стіни утворюють великий п'ятикутник площею понад 6000 квадратних метрів (1,5 акрів). Замок має вежу в північній частині замку — резиденцію каштеляна, унікальним шлюзовим комплексом з південної сторони замку. У замку Свордс була резиденція архієпископа, будинок для гарнізону, кімнати для лицарів, бенкетна зала. Прилегла до замку каплиця побудована наприкінці XIII століття, використовувалась як приватна каплиця архієпископа. Були ще додаткові споруди датовані 1326 роком, які використовувала інквізиція — у східній стороні замку.

## Історія замку Свордс

### VI—XIII століття
Заснування монастиря на місці нинішнього замку Свордс приписується святому Колумбі (Колум Кілле). Тут монастир в вигляді укріпленої фортеці стояв ще в VI столітті. У ХІІ столітті — після англо-норманського завоювання цієї частини Ірландії, цей монастир перейшов під контроль архієпископа Дубліна. У 1181 році на посаді архієпископа Дубліна ірландського священика Лоуренса О'Тула замінив англо-саксонський Джон-Комін. Саме він вибрав новозбудований замок Свордс як свою резиденцію. Причиною цього було те, що землі і маєтки навколо замку Свордс були багаті і приносили великі прибутки. В архієпископа був власний маєток біля замку Свордс з 1192 року. Королівська грамота давала йому крім права власності на землі ще й право проводити на своїх землях щорічний ярмарок тривалістю в тиждень на свято Святого Колумби (9 травня). Вважається, що нинішній замок Свордс побудований близько 1200 року як резиденція архієпископа. Архієпископ проводив замку засідання церковного суду. У 1216 році замок і маєтки Свордс отримав Генрі де Лоундрес — ІІ англійський архієпископ Ірландії. У 1220 році Вільям Карлот отримав посаду Каштеляна замку.

### XIV століття
Наступні 100 років замком володіли послідовно архієпископи Дубліна. Олександр де Бікнор побудував новий палац архієпископа в Таллахт у 1324 році. Замок Свордс покинули архієпископи Дубліна. У 1326 році Олександр де Бікнор був звинувачений у порушенні правил зберігання державної скарбниці, був заарештований королем та інквізицією. Арешт здійснив шериф Дубліна 14 березня 1326 року. Метою арешту було з'ясувати фінансові справи англійських володінь в Ірландії — підозрювали, що багато коштів розікрали. У рамках розслідування було описано замок Свордс. Як видно з цього опису, замок прийшов в повну непридатність. Імовірно, що від замку Свордс архієпископ відмовився по причині його сильного ушкодження в результаті війни Едварда Брюса в Ірландії, зокрема боїв 1317 року, що спустошили землі від Данлоку до Дубліна. Архієпископ збудував нову резиденцію Таллахт з міркувань безпеки.

### XV—XVI століття
Сумнівно, що всі будівлі замку були коли-небудь відремонтовані, але ступінчасті зубці були зроблені під час перебудови XV століття, коли замок був місцем проживання колишніх архієпископів Ірландії. Немає ніяких документальних доказів того, що будь-хто з них жив там. Але частина замку була зайнята каштелянами у XIV—XVI століттях. У 1547 році був призначений каштеляном замку Свордс Томас ФітцСімон, потім каштелянами замку Свордс була родина Барнволл. Каштеляни в той час здавали замок в оренду. Але 1583 замок Свордс на деякий час зайняли голландські протестанти. Про замок писали як про «зіпсований старий замок». Англійський намісник Ірландії — сер Генрі Сідні відремонтував деякі будівлі замку, використовував його для житла колонії голландських ткачів, які, як він сподівається, «покажуть приклад промислового виробництва ледачим тубільцям».

### XVII—XX століття
Під час Повстання за незалежність Ірландії 1641 року замок був обраний як місце зустрічі і переговорів англо-ірландських католиків Пейлу. 9 грудня того ж року вони зібралися озброєні в замку, щоб приєднатися до повстання, але зазнали нападу з боку сера Чарльза Кута за наказом лорд-судді. Кут їх переслідував під час втечі і вбив сотні з них. Під час розкопок було знайдено поховання цих людей.
Мало що відомо про замок після цих подій. Карти 1837 року показує, що замок і землі навколо нього були перетворені в сад. Після того, як Церква Ірландії була відокремлена від держави в 1870 році, замок був проданий родині Кобб, що орендувала його. Потім замок орендував місцевий крамар Роберт Саваж. Він перетворив замок і його околиці в сад і продавав фрукти цього саду. У 1930 році замок потрапив під опіку Управління громадських робіт, а в 1985 році замком Свордс опікувалася Рада графства Дублін (пізніше Фінгал) — рада придбала замок з метою його реставрації.

### Сучасність
Департамент парків Ради Фінгал провели ряд досліджень, в тому числі щодо збереження вивчення всієї площі замку Свордс і земель навколо нього. У 1995 році план був узгоджений Радою з довгострокової перспективи — почалось поетапне відновлення замку. У 1996 році були розпочаті роботи по відновленню вежі констебля — ці роботи були завершені в 1998 році, відновлення решти замку все ще триває. Після завершення реставрації замок Свордс будуть використовувати як туристичний об'єкт, як пам'ятку історії та культури. Нещодавно відреставрована частина замку використовувалась як місце зйомок телесеріалу «Тюдори» у 2010 році. Замок Свордс відкритий для відвідувачів з понеділка по п'ятницю тільки за попереднім записом.